# フツウに生きたい
『フツウに生きたい』（英: Be Like Others）は、2008年に製作されたカナダ・イラン・イギリス・アメリカのドキュメンタリー映画。
日本では、2009年（第4回）関西クィア映画祭（1月24日）にて初上映された。

## 受賞歴
- 第58回ベルリン国際映画祭(2008)テディ賞
- サンダンス映画祭公式上映